# Bernard Ier de Saxe
Bernard Ier, né vers 950 et décédé le 9 février 1011 à Corvey, est un prince de la famille Billung, fils du duc Hermann Ier de Saxe. Il fut duc de Saxe de 973 jusqu'à sa mort. Bernard joua un rôle de premier plan dans le maintien de la dynastie des Ottoniens à la tête du Saint-Empire lorsqu'il assembla les opposants à la candidature d'Henri le Querelleur après la mort de l'empereur Otton II en 983.

## Biographie
Bernard est le fils aîné de Hermann Billung (mort en 973), mommé princeps militiae et gouverneur de Saxe par le roi Otton Ier en 953. Après le décès de son père, le 27 mars 973, il a pris la dignité de dux et la suzeraineté sur les fiefs saxons. 
Il resta toujours proche de öa cour de l'empereur Otton Ier et de son fils et successeur Otton II. Selon la chronique de Dithmar de Mersebourg, il s'est occupé du transport du défunt à Lunebourg. L'année suivante, Bernard et son beau-père Henri de Stade sont à la tête des forces d'Otton II au cours d'une expédition militaire contre le roi danois Harald à la dent bleue. En coopération avec l'archevêque Willigis de Mayence, il contribua à relâchér l'enfant-roi Otton III enlevé par Henri le Querelleur. Le dimanche de Pâques en 986 à Quedlinbourg, Otton III a été solennellement couronné et Bernard exerce la fonction de maréchal.

## Mariage et descendance
Bernard Ier de Saxe épousa Hildegarde (morte en 1011), possiblement une fille de Henri Ier le Chauve, comte de Stade[réf. nécessaire]. Six enfants sont nés de cette union :
- Godesti de Saxe (1002-1040), qui fut abbesse à Herford ;
- Mathilde de Saxe (morte en 1014) ;
- Emma de Saxe, qui entra dans les ordres ;
- Bernard II de Saxe, duc de Saxe ;
- comte Thietmar de Saxe (avant 1004, mort en duel 1048 à Pöhlde).

Bernard Ier de Saxe appartenait à la dynastie des Billung.